# Waichiro Omura
Waichiro Omura (født 1. januar 1933, død 2003) var en japansk fodboldspiller.

## Japans fodboldlandshold
| Japans landshold | Japans landshold | Japans landshold |
| År               | Kmp              | Mål              |
| ---------------- | ---------------- | ---------------- |
| 1956             | 3                | 0                |
| 1957             | 0                | 0                |
| 1958             | 2                | 0                |
| Total            | 5                | 0                |